# Пурпейське сільське поселення
Пурпе́йське сільське поселення (рос. Пурпейское сельское поселение) — сільське поселення у складі Пурівського району Ямало-Ненецького автономного округу Тюменської області Росії.
Адміністративний центр та єдиний населений пункт — селище Пурпе.
Населення сільського поселення становить 9598 осіб (2017; 9840 у 2010, 9074 у 2002).